# Alexis Soyer

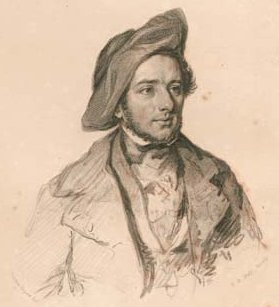
Alexis Soyer mit seinem Markenzeichen, der roten Baskenmütze

Alexis Benoît Soyer (* 4. Februar 1810; † 5. August 1858; geboren als Alexis Benoist Soyer – im Laufe seines Lebens änderte er seinen zweiten Vornamen in Benoît um) war ein Koch französischer Abstammung, der einen Großteil seines Lebens in Großbritannien verbrachte und als einer der bekanntesten Köche des Viktorianischen Zeitalters gilt. Zu seinem Ruhm trug unter anderem bei, dass er während der Großen Hungersnot in Irland (1845–1852) Suppenküchen entwickelte, die die Versorgung der hungernden Bevölkerung sicherstellen sollte und während des Krimkriegs (1853–1856) die Ernährung der britischen Soldaten zu verbessern versuchte.

## Leben

### Kindheit
Alexis Benoist Soyer kam am 4. Februar 1810 um 10 Uhr abends in der östlich von Paris liegenden französischen Provinzstadt Meaux zur Welt. Alexis Soyers Eltern, Emery und Marie Soyer, waren 1799 in diese überwiegend von Protestanten bewohnten Stadt gezogen. Den anfangs mit Erfolg betriebenen Laden mussten sie nach einiger Zeit aufgeben. Emery Soyer versuchte das Auskommen der Familie zunächst mit Arbeit als Goldschmied oder Sattler zu sichern, musste sich dann jedoch als Arbeiter bei dem von Napoléon I. initiierten Bau de Canal de l’Ourcq verdingen. Alexis war der fünfte Sohn des Ehepaares, zwei der Söhne waren jedoch noch vor der Geburt von Alexis gestorben.
Über die Kindheit von Alexis Soyer ist nur sehr wenig bekannt. Die einzige (und nicht wirklich als zuverlässig erachtete Quelle) ist seine von seinem Freund Francois Voland aufgezeichnete Autobiografie. Demnach wurde er aufgrund seiner guten Singstimme als Neunjähriger in ein evangelisches Seminar aufgenommen. Alexis Soyer fühlte sich an diesem Seminar nicht wohl und wurde nach wenig mehr als einem Jahr schließlich auf Grund eines Streiches von der Schule ausgeschlossen.

### Jugend in Paris

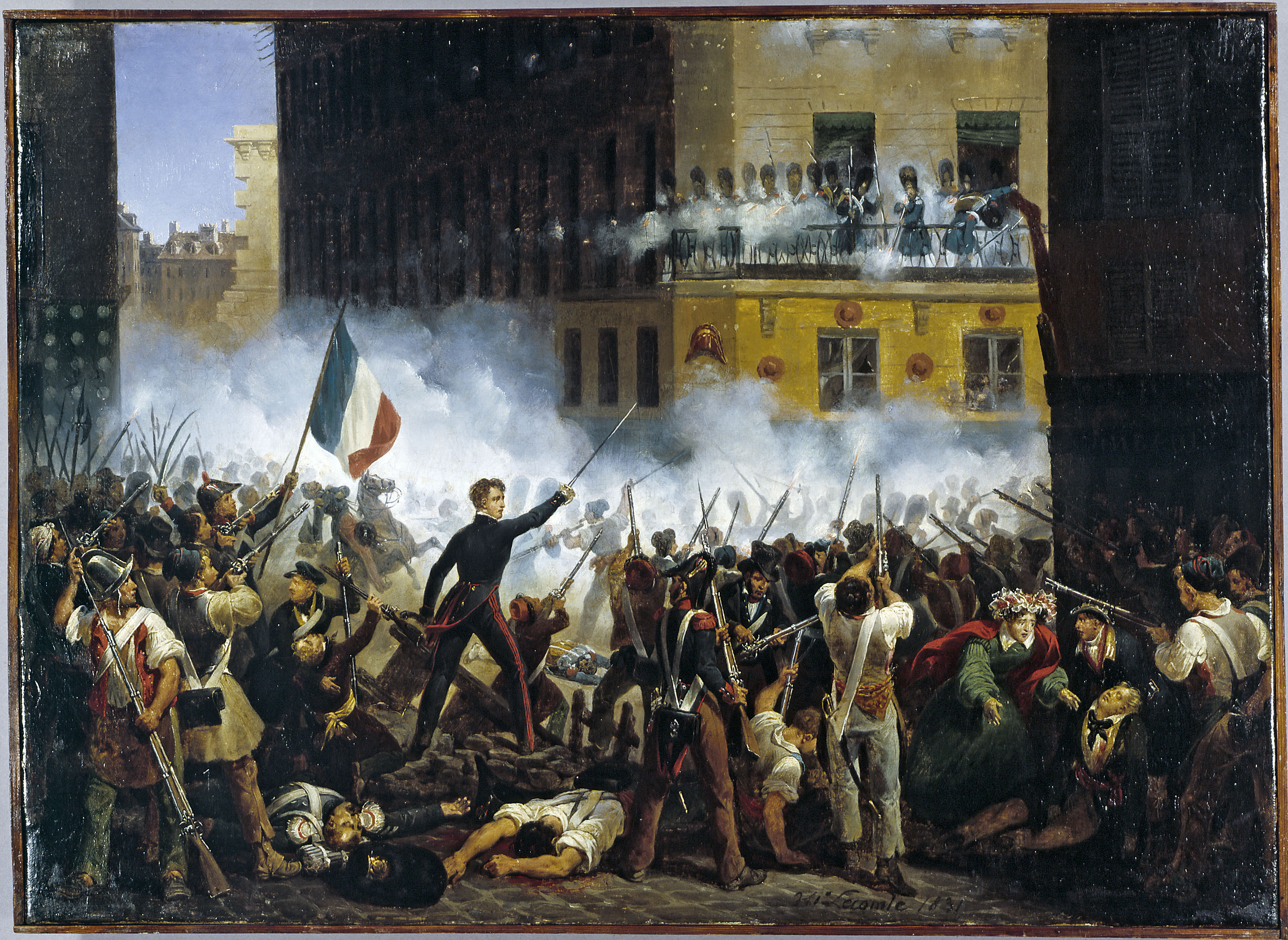
Hippolyte Lecomte, Schlacht in der Rue de Rohan am 29. Juli 1830

Die Eltern entschieden sich 1821, den mittlerweile 11-jährigen Alexis seinem ältesten Bruder Philippe anzuvertrauen, der sich in Paris als talentierter Koch etabliert hatte. Sein Bruder arrangierte für ihn eine Lehrstelle bei Georg Rignon, einem der bekannteren Köche in Paris. Zu diesem Zeitpunkt gab es in Paris etwa 500 Restaurants, und die Stadt galt in der westlichen Welt als Hort kultivierter Kochkunst.
Alexis Soyer erwies sich sehr schnell als ausgezeichneter Koch und Organisator. 1826 verließ er Rignon, um im La Maison Douix in Montmartre zu arbeiten, wo ihm 1827 im Alter von 17 Jahren die Leitung einer Kochbrigade bestehend aus 12 Köchen anvertraut wurde. Alexis Soyer gehörte dem Maison Douix ungefähr drei Jahre lang an, dann arbeitete er eine Zeitlang als Mietkoch, der von Adelsfamilien angeheuert wurde, wenn diese große Banketts ausrichteten. Er wurde schließlich auch von Jules de Polignac mit der Ausrichtung eines Banketts betraut, das am 26. Juli 1830 stattfinden sollte. Der unbeliebte Jules de Polignac war seit kurzem erster Minister des französischen Königs Charles; das Bankett war als eine Demonstration der Macht gegenüber all den Bonapartisten, Sozialisten, Reformern und Republikanern geplant, die seine Amtsausübung kritisierten. Es fiel zeitlich mit der Unterzeichnung der sogenannten Juliordonnanzen zusammen, mit denen unter anderem verfassungswidrig eine Pressezensur eingeführt und das Wahlrecht eingeschränkt wurde. Noch während des Banketts kam es zu ersten Ausschreitungen. Demonstranten stürmten Polignacs Palast, dabei wurden mehrere der Wachen getötet. Am nächsten Tag hatten sich die Unruhen auf das gesamte Stadtgebiet ausgedehnt, die sogenannte Julirevolution führte zum Sturz der Bourbonen.
Soyer fiel es danach schwer, weitere Aufträge zu erhalten. Adelsfamilien hielten es in den darauf folgenden, politisch unruhigen Monaten offensichtlich für unklug, einen Koch zu beschäftigen, dessen Name mit dem Polignac-Bankett in Verbindung gebracht wurde. Genauso wenig war Soyer, der nun als Lakai des konservativsten politischen Flügels galt, in der Restaurantszene der Bohème willkommen. Seine Geliebte Adelaide Lamain hatte außerdem am 2. Juni einen Sohn zur Welt gebracht. Die Geburtsurkunde des jungen Jean Alexis nannte Soyer noch nicht einmal als Vater.

### Karriere in Großbritannien
Einen Ausweg aus der privaten und beruflichen Krise bot erneut sein ältester Bruder. Philippe Soyer arbeitete seit einigen Jahren in Großbritannien und war mittlerweile Chefkoch des Duke of Cambridge. 1831 setzte Alexis Soyer nach Großbritannien über, um zunächst unter der Leitung seines älteren Bruders zu arbeiten.
Soyer blieb nicht lange im Haushalt des Duke von Cambridge. Er wurde zunächst Sous-Chef im Haushalt des wohlhabenden Henry de la Poer Beresford, arbeitete dann für Duke of Sutherland und schließlich für den überaus wohlhabenden Landbesitzer William Lloyd, der drei substantielle Landsitze rund um Oswestry besaß. Er blieb bis Frühling 1836 bei dieser Familie angestellt und wechselte dann in den Londoner Haushalt des Marquess of Ailsa, eines ausgewiesenen Gourmets und Reformpolitikers. Grund für den Wechsel war Soyers Bekanntschaft mit Elisabeth Emma Jones. Ihr Stiefvater Francois Simonau war als Porträtmaler der englischen Gesellschaft zu einigem Wohlstand gekommen und Elisabeth Jones hatte selbst bereits erfolgreich ausgestellt. Ihr Stiefvater stand der Heirat mit einem Koch zunächst ablehnend gegenüber. Der Umzug nach London erlaubte Soyer jedoch, Elisabeth Jones regelmäßig zu sehen.

#### Chef de Cuisine des Reform Clubs

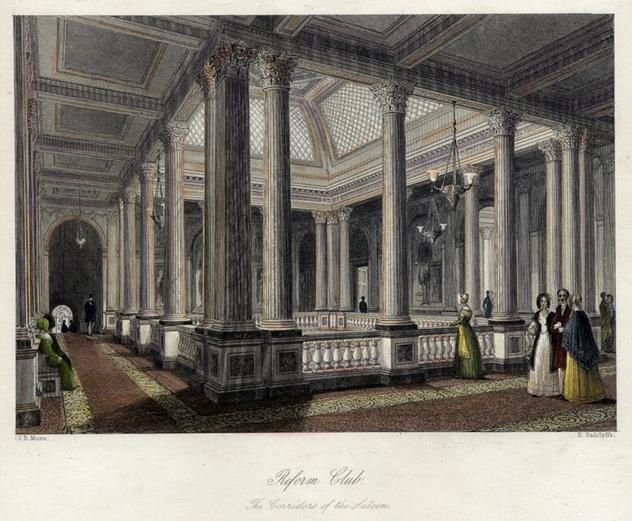
Reform Club, Obergeschoss 1841

Der Marquess of Ailsa gehörte zu den ausgewiesenen Reformpolitikern, der den Reform Act des Jahres 1832 unterstützte. Er war außerdem eines der Gründungsmitglieder des Reform Clubs, der liberales und progressives Denken fördern sollte. Die Gründungsmitglieder waren sich sicher, dass der an der Südseite der Pall Mall angesiedelte Club nicht nur eine wohl ausgestattete Bücherei und Rückzugsräume bieten, sondern auch eine ausgezeichnete Küche haben müsse, um langfristig erfolgreich zu sein. Die Rolle des Chef de Cuisine wurde deshalb 1837 Alexis Soyer angetragen. Die angesehene Stelle half ihm auch, die Bedenken von Francois Simonau zu überwinden. Am 12. April heirateten er Elisabeth Emma Jones in der St. George Kirche am Hanover Square in London.
Zu den großen Banketts, die Soyer als Chef de Cuisine des Reform Clubs ausrichtete, gehörte unter anderem das Bankett anlässlich der Krönungsfeierlichkeiten für die junge Königin Victoria. Soyer arbeitete dabei unter erschwerten Bedingungen: das alte Gebäude des Reform Clubs war abgerissen worden, um einem größeren Bau Platz zu machen und Soyer musste mit den eigentlich ungenügenden Küchen des zeitweiligen Clubhouse auskommen. Das Bankett bot neben typischen Gerichten der englischen Küche auch barockere Kreationen der französischen Küche an. Zu den servierten Gerichten gehörten Galantine de volaille, Truffes au vin de Champagne, Turban of Larks à la Parisienne und Pâtés de Pithiviers.

#### Umbau des Reform Clubs
Mit dem Neubau des Club-Gebäudes war der angesehene britische Architekt Charles Barry betraut worden, der wenige Jahre zuvor schon den Bau des Traveller Clubs verantwortet hatte. Barry entstammte ähnlich bescheidenen Verhältnissen wie Alexis Soyer und die beiden Männer kamen sehr gut miteinander aus. Für Soyer war der Neubau des Clubgebäudes die einzigartige Gelegenheit, eine Küche nach seinen Vorstellungen bauen zu lassen. Soyer hatte bereits während seiner Arbeit für William Lloyd die Gelegenheit gehabt, diverse Ideen umzusetzen, die die Arbeit in der Küche erleichtern sollten. Der völlige Neubau der Küche bot die Gelegenheit, solche Innovationen in sehr viel größerem Maßstab umzusetzen.
Als 1841 das neue Gebäude des Reform Clubs eröffnet wurde, verfügte der Küchentrakt über eine eigene Bratküche. Zwei riesige, 1,80 Meter hohe und fast sechzig Zentimeter tiefe, verzinnte Wandschirme verhinderten, dass die Hitze dieser Küche in die anderen Räume eindringen konnte. Gleitschienen ermöglichten es, diese Wandschirme zu bewegen und Einbuchtungen in ihnen konnten genutzt werden, um Speisen warm zu halten. Rund um die zentrale Küche befanden sich Räume, die unter anderem dem Zerlegen von Fleisch, der Zubereitung von Desserts, von Gemüsen oder Saucen dienten. Der Küchentrakt bot außerdem Lagerräume, Speiseräume für das Küchenpersonal und das Büro von Soyer. Die Lagerräume für Gemüse waren teils mit Schiefer gefliest, um die Räume kühl zu halten. Anrichten hatten bleiverkleidete Schubladen für Eis, um die Anrichten kalt zu halten. Die Schubladen wiederum wiesen kleine Abflüsse auf, um das geschmolzene Eiswasser abfließen zu lassen. Neuartig waren die Becken, in denen laufendes Eiswasser die Steinplatten kühlte, auf denen Fisch zwischengelagert wurde sowie dampfbetriebene Bratspieße und Speiseaufzüge. Herzstück der zentralen Küche waren Gasöfen, die es erlaubten, die Temperatur der einzelnen Kochstellen zu regulieren. Soyer hatte das Kochen mit Gas nicht erfunden – bereits 1802 hatte der mährische Chemiker Zachaus Winzler mit Gasöfen experimentiert – aber in Großbritannien waren Gasöfen eine große Seltenheit. Sie fanden weitere Anwendung erst nach der Londoner Industrieausstellung von 1851, gehörten aber noch in den 1880er Jahren nicht zur Standardausstattung eines viktorianischen Hauses. Dass Alexis Soyer zuverlässig mit Gas kochen konnte, war letztlich auch der Tatsache geschuldet, dass der Reform Club eines der frühen Gebäude war, die über einen zuverlässigen Gasanschluss verfügten. Die Modernität dieses Küchentrakts wurde auch von der zeitgenössischen Presse hervorgehoben. Der Spectator sprach von einer „beispiellosen kulinarischen Einrichtung“ (matchless culinary arrangements). Die Zeitschrift „London Gourmet“ ging noch weiter

„Der Reform Club ähnelt sehr den anderen distinguierten Clubs im Westend [...] aber wegen seiner renommierten Küche hat er eine besondere Berühmtheit erlangt. Seine Küche verblüfft die, die nur mit den üblichen Kücheneinrichtungen vertraut sind. Der „genius loci“ ist M[onsieur] Alexis Soyer, der als Chefkoch des Clubs arbeitet und auf dessen Ideen diese Ausstattung offenbar zurückzuführen ist. Die gastronomische Kunst hatte sicherlich niemals zuvor so viele wissenschaftliche Geräte zur Verfügung.“

#### Zunehmende Berühmtheit
Mit zunehmender Berühmtheit sowohl Soyers als auch der Küche des Reform Clubs wurden Besuche von Clubmitgliedern und ihren Gästen im Küchentrakt üblich. Alexis Soyer behauptete, er habe allein im Jahr 1846 innerhalb von 10 Monaten mehr als 15.000 Besucher empfangen. Mit der Zeit wurde die Nachfrage nach Führungen so groß, dass Soyer die meisten an seinen Sekretär François Volant delegierte. Die berühmtesten Gäste empfing der in weiße Uniform gekleidete und stets eine rote Baskenmütze tragende Soyer selber. Er war für seine Schlagfertigkeit bekannt, die ihn auch angesichts politischer Berühmtheiten nicht verließ, die ihn in seiner Küche aufsuchten. Als Premierminister Melbourne bei seinem Küchenbesuch die große Anzahl hübscher Mädchen in der Küche kommentierte, antwortete Soyer, man wolle eben keine gewöhnlichen Köche.
Soyer war nach dem Clubsekretär der höchstbezahlte Mitarbeiter des Clubs. Der Club erlaubte ihm außerdem, Trainees zu beschäftigen, die für das Privileg, mit dem berühmten Koch arbeiten zu dürfen, eine Jahresgebühr von 10 Pfund zahlten. Damals verdiente eine Krankenschwester jährlich etwa 20 Pfund, eine Gouvernante bei freier Kost und Logis häufig lediglich 10 Pfund. Soyer fand jedoch noch andere Wege, aus seinem Ruhm Geld zu machen. Er ließ durch den Architekten John Tarring eine große Lithografie der Küche des Reform Clubs anfertigen. Der Begleittext unter der Lithografie erläuterte die Funktion jeden Raumes und ihrer jeweiligen besonderen Ausstattung. Die farbig ausgeführte Lithografie kostete je eine Guinee, die schwarz-weiße dagegen eine halbe Guinee. Es gibt keine Hinweise, dass Soyer für den Verkauf der Lithografien die Genehmigung durch das Leitungskomitee des Clubs eingeholt hatte. Im Archivbestand des Reform Clubs liegt aber nach wie vor das Subskriptionsbuch, das nachweist, dass zahlreiche Clubmitglieder eine der Lithografien für sich orderten. Insgesamt verkaufte Soyer 1400 Exemplare.
Der berufliche Erfolg war von einer persönlichen Tragödie begleitet. Soyers Ehefrau Elizabeth starb 1842 während der Geburt ihres ersten Kindes. Alexis Soyer war zu dem Zeitpunkt im Gefolge von Ernst von Sachsen-Coburg und Gotha nach Brüssel gereist, um dort dem belgischen König Leopold I. vorgestellt zu werden. Sein Sekretär Volant reiste ihm nach, um ihm die traurige Nachricht zu überbringen. Unter den zahlreichen Beileidsbekundungen, die Soyer in den folgenden Tagen erhielt, waren auch die früherer Arbeitgeber und adeliger Bewunderer. Der Duke und die Duchess of Cambridge schickten ihm ebenso Kondolenzschreiben wie die Duchess of Sutherland. Das großzügigste Angebot kam von seinem früheren Arbeitgeber, dem Marquess of Aisla, der Soyer und seinem Schwiegervater anbot, sich auf seinem Landsitz von dem Verlust zu erholen.

#### Beziehung zu Fanny Cerrito

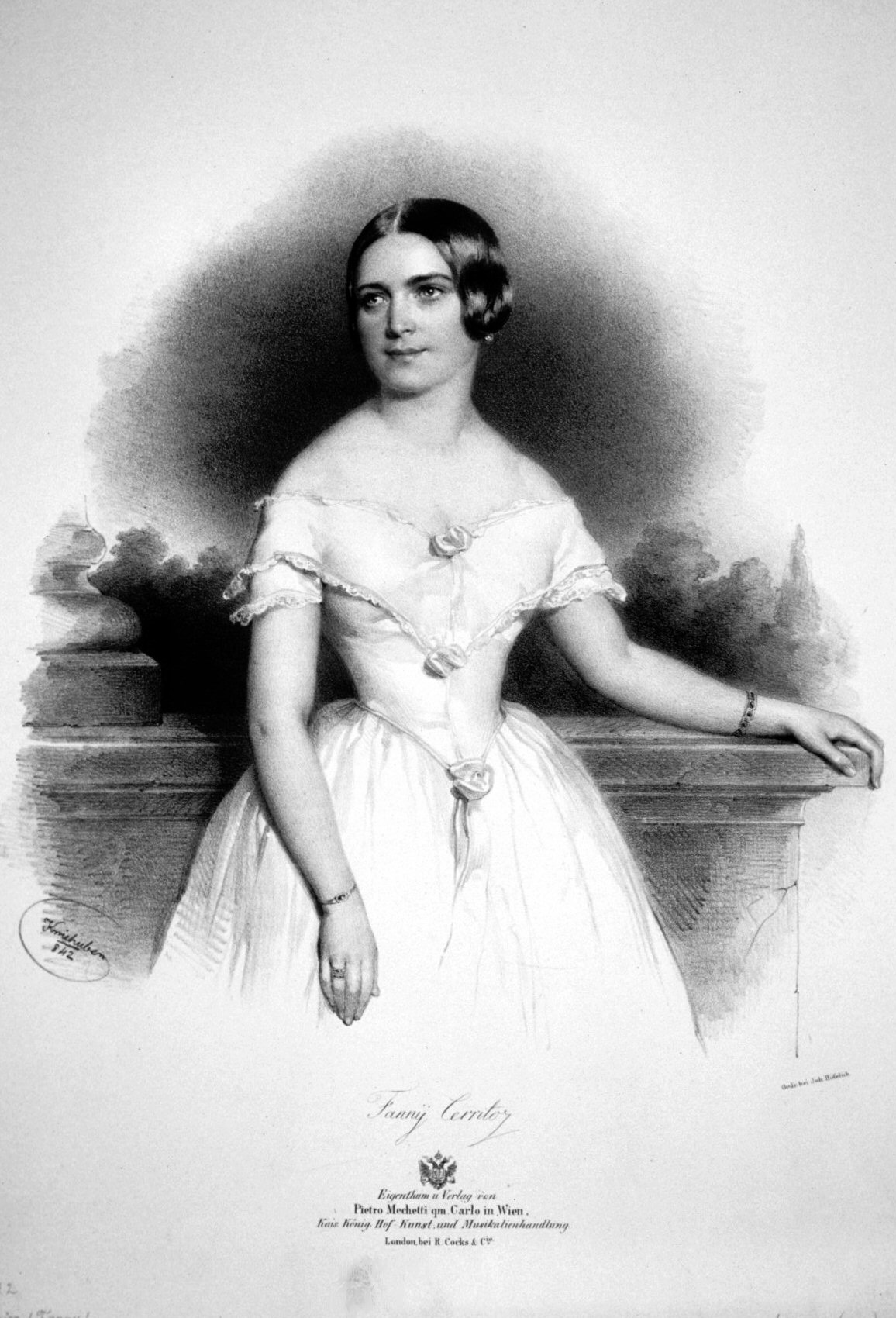
Fanny Cerrito, Lithographie von Josef Kriehuber, 1842

Alexis Soyer kehrte wenige Wochen nach der Beerdigung seiner Frau wieder in die Küche des Reform Clubs zurück. Wenige Monate später nahm er wieder das Leben auf, das er vor seiner Ehe geführt hatte. Er war regelmäßiger Gast in Theatern und Opernhäusern. Im Mai 1844 lernte er die Tänzerin Fanny Cerrito kennen. Cerrito war keine konventionelle Schönheit; sie hatte kürzere Beine und einen üppigeren Busen als die meisten Ballerinen und war außerdem fülliger als für eine Tänzerin üblich. Aufgrund ihres ungewöhnlichen starken Ausdrucks war sie jedoch zwei Jahre lang Primaballerina der Mailander Scala gewesen und nach ihrem ersten Auftritt in Großbritannien hatte die Morning Post sie zu einer der begabtesten Tänzerinnen Europas erklärt.
Cerrito hatte sich den Ruf erworben, den Avancen adeliger Gönner zu widerstehen. Anders als die anderen großen Ballerinen ihrer Zeit Marie Taglioni und Carlotta Grisi war sie deshalb gesellschaftlich akzeptabel und fand sogar Freundinnen unter den Angehörigen des englischen Hochadels. Ähnlich wie Alexis Soyer gehörte sie jedoch zu jener gesellschaftlichen Grauzone, die zwar aufgrund ihres beruflichen Talents und ihrer angenehmen Umgangsformen auch in gesellschaftlich höchsten Kreisen empfangen wurden – jedoch immer unter der nicht ausgesprochen Annahme, dass sie sich nicht auf demselben gesellschaftlichen Niveau mit anderen Gästen befanden und ihre Einladung allein ihrer Neuartigkeit und ihrem Unterhaltungswert verdankten. Während seines Werbens um Cerrito verfasste Soyer unter anderem ein Ballett, von dem er vermutlich aber selbst überzeugt war, dass es für eine Aufführung nicht geeignet war. Er benannte außerdem ihr zu Ehren eine aus Baiser und Eiskrem bestehende Nachspeise. Cerrito wiederum begleitete Soyer sogar zur Einweihung des Grabmals seiner verstorbenen Frau. Das imposante Grabmal, das über mehrere Jahrzehnte das höchste Grabmal auf Londons berühmtem Friedhof Kensal Green Cemetery war, hatte Soyer nicht weniger als 500 Pfund gekostet. Der belgische Bildhauer Pierre Puyenbroeck hatte mehr als zwei Jahre daran gearbeitet.
Cerritos Eltern standen der Beziehung ihrer Tochter zu Alexis Soyer ablehnend gegenüber. Anders als bei Elizabeth Emma Jones waren es hier nicht schichtenspezifische Vorbehalte, die gegen die Ehe mit einem Koch sprachen. Cerritos Eltern waren jedoch der Ansicht, dass eine andere Verbindung der Karriere ihrer Tochter förderlicher sei. Vermutlich aufgrund des Einflusses ihres Vaters heiratete Fanny Cerrito schließlich am 17. April 1845 den Geiger, Tänzer, Choreograf und Tanztheoretiker Arthur Saint-Léon, mit dem sie erfolgreich eine Tournee durch Europa durchführte. Die Ehe war nicht sehr glücklich und die beiden trennten sich wieder 1851. Die Freundschaft mit Alexis Soyer bestand fort.

#### Das Bankett zu Ehren Ibrahim Paschas
Im Reform Club fanden eine Reihe berühmter Banketts statt. Zu den in der Presse am meisten kommentierten gehört jenes, das am 3. Juli 1846 zu Ehren Ibrahim Paschas gegeben wurde und an dem insgesamt 150 Personen teilnahmen. Es gehörte zu den meistbeachteten Banketts, die Alexis Soyer plante und ausführte. Das Bankett überragt mit seinem Aufwand, seiner Originalität und seiner Komplexität selbst die aufwändigen Banketts, die für die britische Küche in der ersten Hälfte des 19. Jahrhunderts typisch waren.

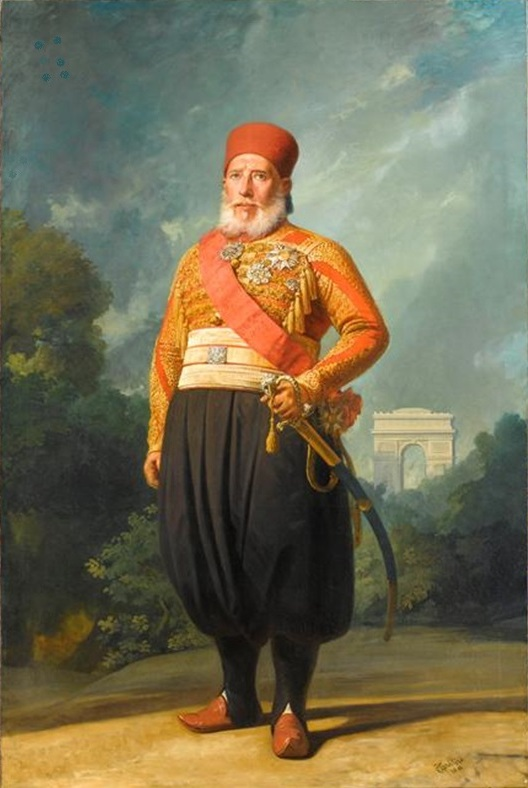
Ibrahim Pascha, Porträt von Charles-Philippe Larivière, 1846

Das Bankett wurde „à la française“ serviert. Dabei wurden gleichzeitig mehrere, zum Teil sehr unterschiedliche Gerichte auf der Tafel platziert. Die Etikette verlangte, dass niemand sich von einem Gericht nehmen konnte, ohne es zuvor seinem Nachbarn anzubieten. Da dies dazu führte, dass im Verlauf des Banketts auch die Tischtücher verschmutzt wurden, wurden sie während des Banketts ausgetauscht. Trotz der Vielzahl an Gerichten, die mit jedem Gang serviert wurden, aß der einzelne Gast in der Regel nur von den Gerichten, die vom Servicepersonal in seiner Nähe platziert wurden. Typisch für einen solchen Service war, dass mindestens ein aufwändig zubereitetes Gericht durch den Gastgeber oder den Ehrengast zerlegt und unter den Anwesenden verteilt wurde. Erst im Verlauf der zweiten Hälfte des 19. Jahrhunderts wurde diese Art, ein Bankett zu servieren, zunehmend durch den sogenannten „Service à la russe“ abgelöst, bei der die Gerichte in der Küche portioniert wurden und zunehmend ein Kellner den einzelnen Gast bediente.
Das Bankett begann mit mehreren Suppen. Dazu gehörte eine „Potage à la Victoria“, ein Kalbsconsommé, das mit blanchierten Hahnenkämmen garniert war, eine „Potage à la Colbert“, eine Gemüsesuppe mit erbsengroßen, glasierten Topinamburbällchen und eine „Potage à la Comte de Paris“, eine Fleischkraftbrühe mit Bandnudeln und Quenelles aus Hühnchenfleisch. Nahezu zeitgleich wurden die Fischgerichte aufgetragen. Dazu gehörten „Turbot à la Mazarin“, ein pochierter Steinbutt, zu dem eine Sauce aus Butter und Hummerrogen serviert wurde, pfannengebratene Forellen in Sherry-Sauce, frittierte Wittlinge, die zu Ehren des Gastes „à l'Egyptienne“ garniert waren, sowie ein in Sahnesauce gratinierter Wildlachs. Dem folgten die Fleischgerichte; gebratene Truthahnküken, Hasen in Johannisbeersauce, Kapaune mit Wasserkresse, am Spieß gebratene Enten mit Orangesauce, Rinderbraten, Hammelkeulen und Lammrücken „à la Sévigné“, die mit Kalbsklößchen, Schmorgurken und Spargelpüree serviert wurden. Zu den elaborierteren Fleischgerichten zählten die „Chapons à la Nelson“, wobei mit Trüffeln und Pilzen gestopfte Kapaune in Teigpasteten serviert wurden, die wie der Bug eines Schiffes geformt waren und Details wie Segel, Bullaugen und Anker aufwiesen. Kartoffelpüree war wellenförmig um die Teigpasteten dekoriert. Erstmals servierte Soyer während dieses Banketts auch seine „Poulardes en Diadem“, eine Teigpastete in Form einer Krone, die mit gebratenem Hühnerfleisch, gekochter Ochsenzunge und glasiertem Kalbsbries gefüllt war. Die Teigkrone war mit silbernen und goldenen Bratspießen geschmückt, auf die Flusskrebse, Quenelles und Trüffeln gesteckt waren.
Entsprechend dem „Service à la Française“ wurden im zweiten Gang Fleischgerichte und die Nachspeisen gleichzeitig aufgetragen. Es wurden Stubenküken, Lamm, Kalb, Kaninchen, Pasteten, in Madeira geschmorter Schinken, Hummer in Curry-Sauce, Salate und Gemüsegerichte wie Erbsen und grüne Bohnen in Nussbutter serviert. Aufgetragen wurden auch Lammkoteletts Reform, ein Markenzeichen Soyers, das zu den beliebtesten Gerichten im Reform Club zählte. Mit den Zwischengerichten wurden Nachspeisen wie Fruchtgelees, Eiskrem, Meringues, Törtchen aus Nougat und Aprikosen oder Mandeln und Kirschen serviert. Dem folgten die „pièces montées“, aufwändige Kunstwerke der Zuckerbäckerei, mit denen ein Koch seine Phantasie und sein Geschick beweisen musste. Diese Desserts waren häufig themenbezogen. So wurde eine „Crème d'Égypte à l'Ibrahim Pasha“ serviert, ein pyramidenförmiges, ein Meter hohes Gebilde aus Meringue in Form einer Pyramide, das mit Ananascreme gefüllt war und auf deren Spitze eine Nachbildung von Muhammad Ali Pascha stand, dem Vater von Ibrahim Pascha. Zu Ehren von Admiral Napier, der als Gastgeber des Banketts fungierte, hatte man außerdem ein „Gâteau Britannique à l'Admiral“ kreiert. Die Torte in Form eines Kriegsschiffes, das die englische und die ägyptische Flagge trug, wurde vor Lord Napier platziert, dem als Gastgeber die Aufgabe zufiel, das mit geeister Pfirsichmousse und frischen Früchten gefüllte Dessert an die Gäste zu verteilen. Zum Amüsement von Ibrahim Pascha und der gesamten Versammlung brach die aufwändige Konstruktion in sich zusammen, noch bevor Lord Napier seinen Pflichten nachgekommen war.

### Suppenküchen für Irland
Parallel zu seiner Arbeit im Reform Club war Alexis Soyer aktiv sozial engagiert. Wann genau seine ehrenamtliche Tätigkeit begann, lässt sich nicht mehr bestimmen. Ihr Beginn liegt aber bereits lange bevor die Große Hungersnot in Irland in Großbritannien öffentlich thematisiert wurde und hatte zum Ziel, die Lebensbedingungen der untersten britischen Bevölkerungsschichten zu verbessern. Deren Fähigkeiten, Lebensmittel zuzubereiten oder einen Haushalt rationell zu führen, hielt Soyer für beklagenswert gering. Er beriet ehrenamtlich die Treuhänder mehrerer Arbeits- und Krankenhäuser bei der Organisation der Küchen dieser Einrichtungen. Ziel war es, Arbeitsprozesse festzulegen und Zubereitungsmethoden zu standardisieren, um dadurch sowohl die Qualität als auch die Quantität der dort zubereiteten Mahlzeiten zu verbessern. Da die Verteilung von Mahlzeiten an Bedürftige einer der wenigen Bereiche war, in denen sich Frauen der gehobenen Schichten engagieren konnten, ohne eine soziale Stigmatisierung zu erfahren, gab er Frauen, die in diesem Bereich aktiv waren, auch Kochunterricht. Das führte dazu, dass Soyer sich im Verlauf der 1840er Jahre ausführlich damit beschäftigte, wie zu verhältnismäßig geringen Kosten eine einigermaßen schmackhafte und nahrhafte Mahlzeit zubereitet werden konnte.

#### Die Hungersnot in Irland

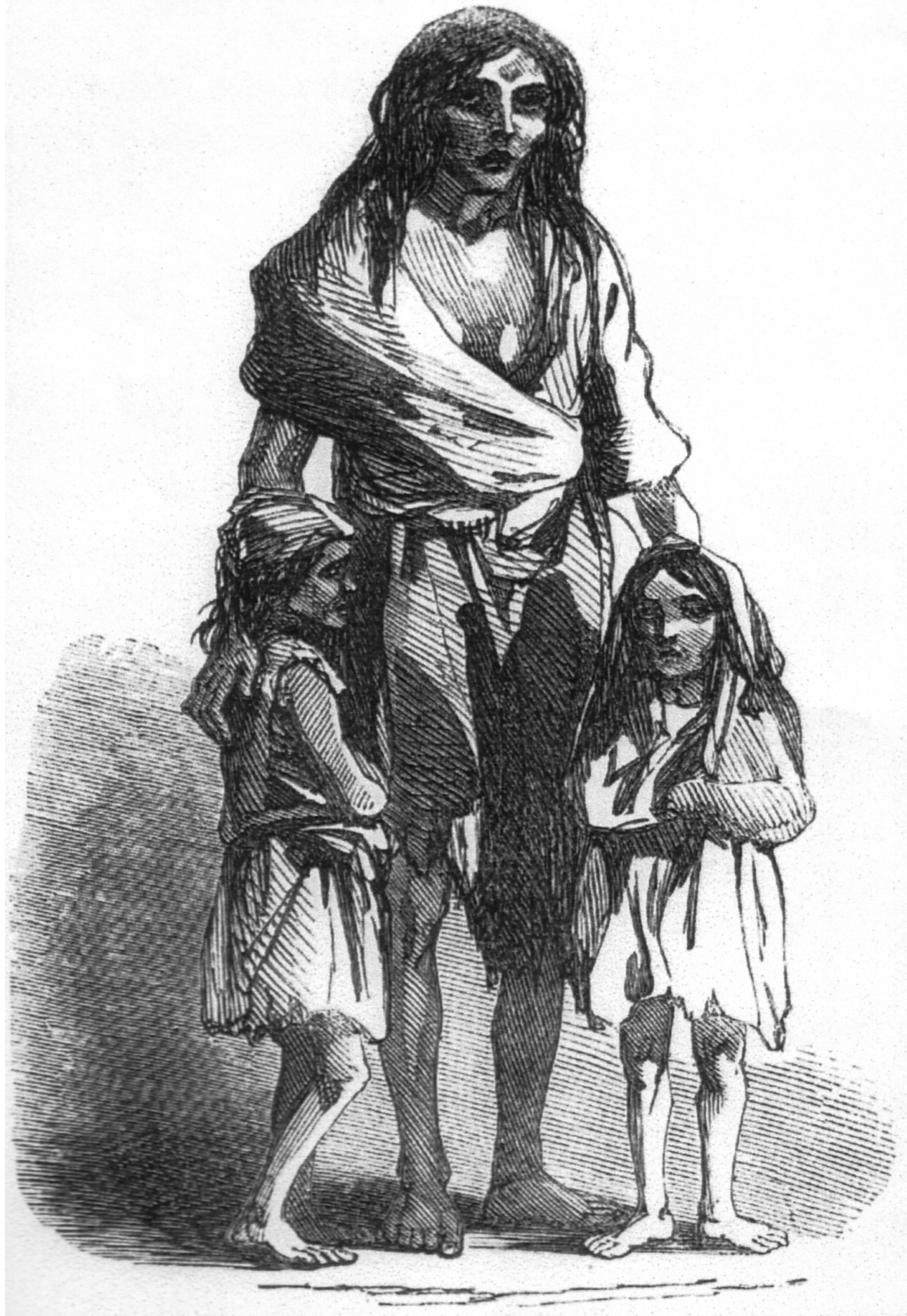
Irische Hungeropfer

Irland war gegen Ende der ersten Hälfte des 19. Jahrhunderts eines der rückständigsten Länder Europas, das kaum an den einsetzenden positiven Veränderungen durch die Industrielle Revolution partizipiert hatte. Die Entwicklung einer kleinen industriellen Basis hatte nur in Nordirland stattgefunden, Arbeitsplätze waren fast nur in der Landwirtschaft zu finden. Die Arbeitslosigkeit unter der irischen Bevölkerung war hoch, die meisten lebten auf winzigen Pachtgrundstücken, auf denen nur der Anbau von Kartoffeln eine dürftige Ernährung der Familie gewährleistete. Sowohl die Armut der irischen Bevölkerung als auch die Rückständigkeit des Landes war eine Folge der jahrhundertelangen Oberherrschaft Großbritanniens über Irland. Sie hatte dazu geführt, dass der größte Teil des fruchtbaren Landes in Besitz einer verhältnismäßig kleiner Zahl britischer Großgrundbesitzer war, die keinen Anreiz hatten, in die industrielle Entwicklung des Landes zu investieren. Sie lebten in der Regel nicht in Irland und sahen in ihren auf die Produktion von für den Export von bestimmten Nahrungsmitteln spezialisierten Gütern lediglich eine Einkommensquelle. Entsprechend erwarteten sie von ihren Gutsverwaltern, dass diese ein möglichst hohes Einkommen generierten. Irland exportierte auch in den schweren Hungerjahren 1846 bis 1850 Lebensmittel.
Die durch den Pilz Phytophthora infestans ausgelöste sogenannte „Kartoffelfäule“ trat erstmals 1843 in den USA auf. Sie führte wenig später in ganz Europa zu Nahrungsmittelknappheit. In Großbritannien milderte die Zahl der verfügbaren industriellen Arbeitsplätze, die vorhandene Infrastruktur sowie ein nach heutigen Maßstäben dürftiges, aber immerhin funktionierendes soziales Sicherheitsnetz die Folgen der Nahrungsknappheit ab. In Irland kam es zwischen 1846 und 1852 dagegen zu einer gravierenden Hungersnot. 1845 war die irische Kartoffelernte bereits auf zwei Drittel der üblichen Menge zurückgegangen. 1846 betrug sie nur noch ein Viertel der gewöhnlichen Erntemenge. Die völlig unzureichende Reaktion der britischen Regierung auf die Katastrophe hatte zur Folge, dass in Irland zwischen 1845 und 1850 mindestens eine Million Menschen verhungerte und bis 1855 weitere zwei Millionen ins Ausland emigrierten.

#### Soyers Suppenküche
Die Speisung von Armen in Suppenküchen war in Europa gegen Ende des 18. Jahrhunderts ein gebräuchliches Mittel der Sozialfürsorge geworden. Ihre Einführung wird häufig mit Benjamin Thompson in Verbindung gebracht, der eine solche Einrichtung vermutlich 1790 erstmals in München einführte. Eine der ersten Londoner Suppenküchen wurde nachweislich 1797 eingerichtet. Nur wenige der Suppenküchen waren spezifisch für diesen Zweck gebaut oder eingerichtet worden. Die meisten Suppenküchen waren informelle Einrichtungen, in denen nur eine kleine Anzahl Bedürftiger versorgt werden konnte.
Soyer wandte sich am 10. Februar 1847 an die britische Presse und schlug den gezielten Bau von zwei großen Suppenküchen vor, die jeweils in Dublin und in London errichtet werden sollten. Die Küchen sollten die Versorgung einer Zahl von Bedürftigen erlauben, wie es in den herkömmlichen Suppenküchen nicht möglich war. Waren sie erfolgreich, konnten sie als Beispiel für die Errichtung weiterer solchen Bauten dienen. Finanziert werden sollten die Küchen durch öffentliche Spenden. Soyer selbst stellte generöse 30 Pfund zur Verfügung – mehr als das Jahreseinkommen einer Krankenpflegerin. Am 17. Februar veröffentlichte Soyer einen Bericht in der Times, in dem er detailliert zwei Suppenrezepte beschrieb, die er für die Armenspeisung für geeignet hielt. Er hatte zu dem Zeitpunkt auch die Küchengeräte für eine etwas kleinere Küche in Auftrag gegeben, die als erste Erprobung seiner Modellküchen dienen sollte. Die Küche wurde wenig später im Londoner Stadtteil Spitalfields unter der Schirmherrschaft des Bischofs von London eröffnet. In einem erneuten Bericht an die Times, dass in der Küche innerhalb von 20 Minuten 350 Schulkinder versorgt worden waren, bat Soyer ein zweites Mal um Spenden für seine beiden großen Modellküchen.
Anders als seine Zeitungsberichte andeuteten, war das Spendenaufkommen für seine Modellküchen nicht sonderlich hoch. Soyer hatte bis zu dem Zeitpunkt lediglich 147 Pfund einsammeln können; seine eigene Spende war der bislang größte einzelne Betrag. Auch eine Ausstellung der Werke seiner verstorbenen Frau half nicht, die Spendensumme signifikant zu erhöhen, obwohl Soyer seine ehemalige Arbeitgeberin, die Duchess of Sutherland dafür gewinnen konnte, die Ausstellung zu eröffnen. Dieser mangelnde Erfolg steht in deutlichem Kontrast zu der hohen Zahl an Subskribenten, die Soyer zuvor für die Lithografie der Küche des Reform Club oder seine Kochbücher hatte finden können. Soyers Biografin Ruth Cowen nennt zwei Gründe für diesen enttäuschenden Erfolg: In der britischen Öffentlichkeit bestand eine weit verbreitete Gleichgültigkeit gegenüber der nur unzureichend begriffenen Nahrungsmittelknappheit, die zu diesem Zeitpunkt in Irland und anderen europäischen Ländern herrschte. Die Hungersnot der ärmeren Bevölkerungsschichten wurde in Teilen der britischen Öffentlichkeit immer noch mit der Faulheit und der intellektuellen Beschränktheit der Betroffenen erklärt. Für die Mitglieder des Reform Clubs, dem überwiegend liberale Politiker oder politisch Interessierte angehörten, wäre eine Unterstützung Soyers einem Misstrauensvotum gegenüber dem eigenen Parlament gleichgekommen.

#### Suppenküchen im Auftrag der britischen Regierung

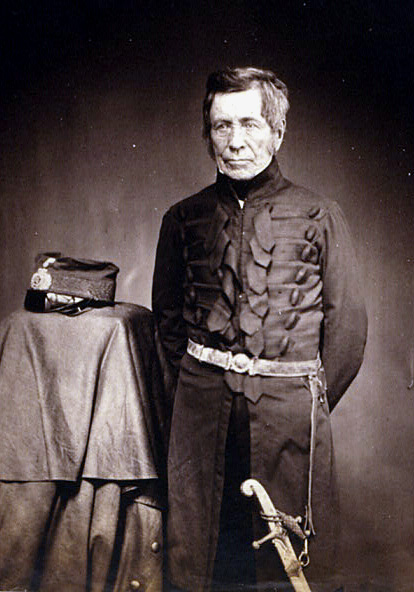
Lieutenant General Sir John Fox Burgoyne, G.C.B., Foto von Roger Fenton, 1855. Burgoyne leitete ab April 1847 die Hilfsmaßnahmen in Irland

Das britische englischen Armengesetz, das auch für Irland galt, sah keine direkte finanzielle oder materielle Unterstützung für die Hungernden vor. Hilfe war nach dem Armengesetz einzig durch gefängnisähnliche Arbeitshäuser vorgesehen. Dahinter stand die Absicht, eine Abhängigkeit von staatlicher Unterstützung zu verhindern und stattdessen auf die „Eigeninitiative“ der Betroffenen zu setzen. Im Jahr 1847 war das Armengesetz dahingehend geändert worden, dass der irische Landesteil die irischen Arbeitshäuser selbst finanzieren musste. Die stark ansteigende Zahl der Hilfebedürftigen brachte das System an seine Grenzen. Die Insassen konnten nur unzureichend ernährt werden, mussten aber harte körperliche Arbeit verrichten. Zudem waren die hygienischen Bedingungen katastrophal, es entwickelten sich Seuchen. Im März 1847 kam es in den Arbeitshäusern zu einer Todesrate von 2,4 % der Insassen pro Woche, die im April 1847 auf 4,3 % anstieg.
Die britische Regierung griff zunächst nur durch Arbeitsbeschaffungsmaßnahmen ein. Im Oktober 1846 waren 114.600 Arbeitsplätze vermittelt worden, im Januar 1847 betrug die Zahl 570.000 und im März desselben Jahres 734.000. Wenig später musste die britische Regierung die Vergeblichkeit dieser Hilfsmaßnahmen eingestehen. Der neue „Irish Relief Act“ sah gezielt die Einrichtung von Suppenküchen vor. Nur wenige Tage nach der Verabschiedung dieses Gesetzes berichtete der Sunday Observer, dass Alexis Soyer zum Chefkoch für die irische Bevölkerung ernannt worden sei. Lord Bessborough wandte sich in seiner Funktion als Lord Lieutenant of Ireland an den Reform Club mit der Bitte, Soyer eine Zeitlang von seiner Arbeit freizustellen, damit er sich an den Hilfsmaßnahmen für die irische Bevölkerung beteiligen konnte.
Am 5. April 1847 wurde in Anwesenheit des Duke of Cambridge sowie von Lord Bessborough und Sir John Fox Burgoyne Soyers erste große Modellküche in Dublin eingeweiht. Die aus Leinwand und Holzplanken gebaute Suppenküche hatte eine Grundfläche von rund 372 Quadratmetern und wies an zwei Enden große Türen auf. Ausgestattet war die Suppenküche mit einem Suppenkessel, der rund 1360 Liter fasste. Daneben stand ein Brotofen, mit dem gleichzeitig 50 Kilogramm Brot gebacken werden konnte. Beide Geräte wurden durch ein Kohlenfeuer geheizt. Rund um den Suppenkessel befanden sich acht große eiserne Bain-Maries, in denen weitere 4500 Liter Suppe warm gehalten werden konnten. An beiden Enden des Raums befanden sich große Arbeitstische für das Zuschneiden der Zutaten sowie Bottiche, Schubkästen und Regale für die Zutaten. In riesigen Wasserfässern konnten mehr als 8000 Liter Wasser bevorratet werden. An drei Wänden der Suppenküche standen lange, schmale Holztische. In diese Tische waren Vertiefungen eingeschnitten, in denen jeweils eine Emailleschüssel stand, an die mit einer dünnen Kette ein Löffel befestigt war. Im Abständen von 3 Metern waren Zinnwannen mit Wasser aufgebockt, in denen die Helfer zwischen jeder Speisung die Emailleschüsseln reinigen konnten.
Vorgesehen war, dass sich die Bedürftigen vor dem Pavillon in einer Schlange versammeln sollten. Jeweils 100 Personen wurden eingelassen, erhielten jeweils eine Suppe zu essen und verließen die Suppenküche dann durch den anderen Eingang, wo ihnen jeweils noch ein Stück Brot oder Biskuit mitgegeben wurde. Die Schüsseln wurden gereinigt und wieder aufgefüllt und dann die nächste Gruppe eingelassen. Soyer hatte gerechnet, dass 5000 Bedürftige durch diese Suppenküche versorgt werden konnten. Der Suppenküche gelang es jedoch, die Zahl der Mahlzeiten auf 8750 zu steigern und weitere 3000 Portionen, die dort zubereitet worden waren, an anderer Stelle auszugeben.

#### Ende der Suppenküchen
Nach dem schnellen Erfolg der Dubliner Suppenküchen entstand in den folgenden Monaten ein dichtes Netz an Suppenküchen, die vermutlich erheblich dazu beitrugen, dass die Zahl der Hungertoten im Frühjahr 1847 wieder zurückging. In einer fatalen Fehlentscheidung der britischen Regierung wurde ab August die Finanzierung der Suppenküchen jedoch wieder eingestellt. Die Ernteerträge des Jahres 1847 waren hoch genug ausgefallen, um die britische Regierung glauben zu lassen, die Katastrophe sei vorbei. Tatsächlich waren es die Wetterbedingungen, die den Befall durch den Pilz zurückgehen ließen. Die Ernten der Jahre 1848, 1849 und 1850 fielen so verheerend niedrig aus wie die des Jahres 1846.
Sowohl Soyer als auch die britische Regierung hatten von der in der Presse umfänglich berichteten Eröffnung der Suppenküche profitiert. Zur Wahl Soyers hatte neben seiner Bekanntheit vermutlich auch beigetragen, dass seine vorgeschlagenen Rezepte eine preisgünstige Versorgung der irischen Bevölkerung versprachen. Die Ernährungswissenschaft stand noch in ihren Anfängen, und es gab nur wenige Kritiker, die darauf hinwiesen, dass eine strikte Befolgung von Soyers Rezepturen zu einer unzureichenden Ernährung geführt hätte.

## Veröffentlichungen
Auf Grund seiner mangelhaften Schulausbildung war Alexis Soyer des Schreibens nur beschränkt fähig. Wenn sich dies auch im Laufe seines Lebens verbesserte, beschäftigte er selbst in finanziell angespannteren Lebensphasen Sekretäre, die seine Korrespondenz erledigten und denen er seine Kochbücher diktierte.
- Délassements Culinaires.  (1845)
- The Gastronomic Regenerator  (1846)
- Soyer's Charitable Cookery (1847)
- The Poorman's Regenerator (1848)
- The modern Housewife or ménagère (1849)
- The Pantropheon or A history of food and its preparation in ancient times, 1853, réédition 1977, Paddington Press.
- A Shilling Cookery Book for the People (1855)
- Soyer's Culinary Campaign (1857)